# Río Algar
Der Río Algar, katalan. Riu Algar, ist ein Küstenfluss im spanischen Südosten, in der Provinz Alicante, nördlich des bekannten Badeortes Benidorm. Der nur 12,2 km lange Fluss vereinigt sich bei der Ermita de San Lorenzo (Sankt-Lorenz-Kapelle), etwa 4 km vor seiner Mündung im Mittelmeer, mit dem Rio Guadalest.

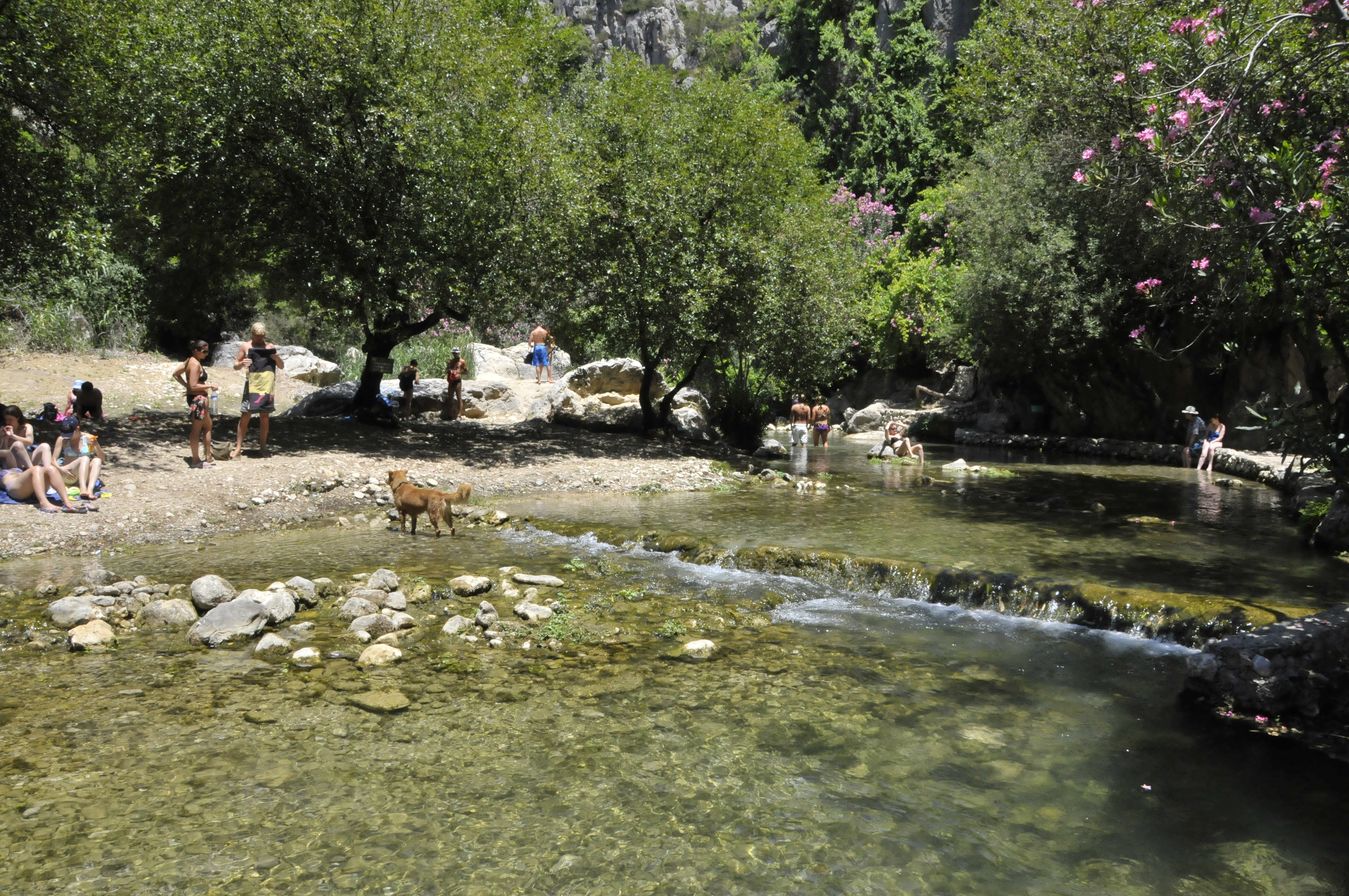
Badende unterhalb des Quellgebietes

Der Fluss entspringt an der Südflanke der Sierra del Ferrer. Bei dem Ort El Algar bildet der Fluss etliche kleine und große Wasserfälle, eine besondere Touristenattraktion. In kleinen natürlichen und künstlichen Stauseen können die Besucher auch baden. Dieses Naturschauspiel wird Fuentes del Algar, katalan. Fonts de l’Algar genannt, obwohl es sich nicht um das eigentliche Quellgebiet handelt.
In El Algar nimmt der Rio Algar den Rio Bolulla auf. Bis zur Mündung wird der größte Teil des Wassers zur Bewässerung der landwirtschaftlichen Anbauflächen, vorwiegend Apfelsinen- und Zitronenplantagen, genutzt.